# Labra (Abjasia)
Labra (en georgiano: ლაბრა; en abjasio: Лабра; en armenio: Լաբրա) es un pueblo que pertenece a la parcialmente reconocida República de Abjasia, dentro del distrito de Ochamchira, aunque de iure es parte del municipio de Ochamchire de la República Autónoma de Abjasia de Georgia.

## Geografía
Labra está a 15 km al noroeste de Ochamchire. Limita con Kutoli en el oeste y en el norte; Kochara en el este; y también los pueblos de Aradu y Tamishi en el sur.

## Historia
El pueblo fue fundado en 1890 por inmigrantes armenios hamshenis desde Ordu (actualmente Turquía), siendo uno de los tres pueblos armenios en el distrito de Ochamchire (y el más al sur y oriental de toda Abjasia). Además fue el primer asentamiento armenio en la región histórica de Abzhua.
Durante la guerra de Abjasia (1992-1993), la población armenia permaneció en principio neutral en el conflicto. Pero en los meses de febrero y marzo de 1993, las fuerzas georgianas saquearon y destruyeron Labra. Según testigos presenciales, los residentes locales, de etnia armenia, fueron objeto de violencia y tortura, algunos fueron asesinados (la mayoría de ellos abandonaron Abjasia y no regresaron). Estos eventos y otros similares en otras aldeas convencieron a la población armenia de no permanecer neutral y a unirse al lado abjasio de la guerra, formando el batallón Bagramian (especialmente importante en el distrito de Gagra).
En la actualidad la mayoría de la población de Labra son gente mayor y pensionistas.

## Demografía
La evolución demográfica de Labra entre 1926 y 2011 fue la siguiente:
| 854                                                 | 1380 | 1955 | 566 |
| (Fuente: Population of Abkhazia since Soviet times) |      |      |     |

La población ha disminuido la población más de un 70% (la mayoría de la población que se fue era en su mayoría armenios) tras la guerra de Abjasia. Sin embargo el pueblo mantiene su composición étnica original, con una inmensa mayoría de población armenia.
|              | 2011      | 2011       |
| Grupo étnico | Población | Porcentaje |
| ------------ | --------- | ---------- |
| Georgianos   | 29        | 5,1%       |
| Abjasios     | 24        | 4,2%       |
| Rusos        | 2         | 0,4%       |
| Ucranianos   | 1         | 0,2%       |
| Armenios     | 510       | 90,1%      |
| Total        | 566       | 100%       |

## Economía
La población de Labra se dedica al cultivo de tabaco, té, cítricos, maíz, laurel, horticultura, ganadería, apicultura, avicultura y silvicultura. El pueblo tiene una escuela armenia, una biblioteca y un centro médico.